# 九電テクノシステムズ
九電テクノシステムズ株式会社 （きゅうでんテクノシステムズ、英文名：Kyuden Technosystems Corporation）は、福岡県福岡市南区に本社を置く、電気機械器具、電気計器の製造、修理及び調整等を行う九州電力グループの会社である。

## 沿革
- 1952年 - 福岡電気計器株式会社創立。
- 1960年 - 九州電機製造株式会社創立。
- 2000年 -  九州電機製造株式会社と東京機器製作株式会社が合併し、株式会社キューキが発足。並びに福岡電気計器株式会社と熊本電気計器株式会社が合併し、九州計装エンジニアリング株式会社が発足。
- 2012年 - 株式会社キューキと九州計装エンジニアリングが合併し、九電テクノシステムズ株式会社が発足。

## 事業所
- 本店（西、東エリア）、福岡支店 - 福岡県福岡市南区
- 北九州支店 - 福岡県北九州市小倉北区
- 佐賀支店 - 佐賀県佐賀市
- 長崎支店 - 長崎県西彼杵郡長与町
- 大分支店 - 大分県大分市
- 熊本支店 - 熊本県熊本市南区
- 宮崎支店 - 宮崎県宮崎市
- 鹿児島支店 - 鹿児島県鹿児島市
- 熊本水道グループ（福岡計器工場） - 熊本県熊本市西区
- 福間配電機材グループ（福岡機器工場） - 福岡県福津市